# Marquesado de Denia

Escudo del marquesado de Denia (linajes de Sandoval sin bordura y de Rojas).

El marquesado de Denia es un título nobiliario español, creado por los Reyes Católicos en fecha desconocida de 1484 a favor de Diego Gómez de Rojas y Sandoval (1487-1502), que además ostentaba el título de conde de Lerma. Se casó con Catarina de Mendoza, nieta paterna de Íñigo López de Mendoza, 1.er marqués de Santillana.
Es uno de los títulos nobiliarios más importantes de España, y se le concedió la grandeza de España de primera clase inmemorial en 1520, por el rey Carlos I de España. Posteriormente, se incorporó a la casa de Medinaceli, que es la primogenitura real de Castilla.
Le sucede su hijo Bernardo de Sandoval (1502-1536), II marqués de Denia. Empieza una relación muy directa con los monarcas, ya que se casó con Francisca Enríquez, prima de Fernando el Católico.
El III marqués es el hijo del anterior, Luis de Rojas y Sandoval, que comparte vida muy íntima con los monarcas en la Corte.
El IV marqués, Francisco de Rojas y Sandoval (1570-1574), padre del Duque de Lerma, sigue siendo uno de los cortesanos más principales en tiempo de Felipe II. Casó con Isabel de Borja de la casa de los Duques de Gandía.
Le sucede Francisco Gómez de Sandoval y Rojas, V Marqués de Denia, IV Conde de Lerma y después I Duque de Lerma en 1599, concedido por Felipe III.

## Denominación
Su nombre hace referencia a la villa de Denia, en la provincia de Alicante.

## Lista de marqueses de Denia
|                                  | Titular                                                         | Periodo                          |
| Creación por los Reyes Católicos | Creación por los Reyes Católicos                                | Creación por los Reyes Católicos |
| -------------------------------- | --------------------------------------------------------------- | -------------------------------- |
| I                                | Diego Gómez de Sandoval y Manrique de Lara                      | 1484-1502                        |
| II                               | Bernardo de Sandoval y Rojas                                    | 1502-1536                        |
| III                              | Luis Gómez de Sandoval y Enríquez                               | 1536-1570                        |
| IV                               | Francisco Gómez de Sandoval y Zúñiga                            | 1570-1574                        |
| V                                | Francisco Gómez de Sandoval-Rojas y Borja                       | 1574-1625                        |
| VI                               | Francisco Gómez de Sandoval-Rojas y Padilla                     | 1625-1635                        |
| VII                              | Mariana Gómez de Sandoval y Enríquez de Cabrera                 | 1635-1651                        |
| VIII                             | Ambrosio de Aragón y Sandoval                                   | 1651-1659                        |
| IX                               | Catalina de Aragón y Sandoval                                   | 1660-1697                        |
| X                                | Luis Francisco de la Cerda y Aragón                             | 1697-1711                        |
| XI                               | Nicolás Fernández de Córdoba y de la Cerda                      | 1711-1739                        |
| XII                              | Luis Fernández de Córdoba y Spínola                             | 1739-1768                        |
| XIII                             | Pedro de Alcántara Fernández de Córdoba y Moncada               | 1768-1789                        |
| XIV                              | Luis Fernández de Córdoba y Gonzaga                             | 1789-1806                        |
| XV                               | Luis Fernández de Córdoba y Benavides                           | 1806-1840                        |
| XVI                              | Luis Fernández de Córdoba y Ponce de León                       | 1840-1873                        |
| XVII                             | Luis Fernández de Córdoba y Pérez de Barradas                   | 1873-1879                        |
| XVIII                            | Luis Fernández de Córdoba y Salabert                            | 1880-1956                        |
| XIX                              | Victoria Eugenia Fernández de Córdoba y Fernández de Henestrosa | 1956-2013                        |
| XX                               | Victoria Elisabeth von Hohenlohe-Langenburg y Schmidt-Polex     | 2018-actualidad                  |